# Манайло, Фёдор Фёдорович
Фёдор Фёдорович Мана́йло (19 октября 1910, Ивановцы — 15 января 1978, Ужгород) — украинский живописец, Народный художник УССР (1976). Отец художника Ивана Манайло.

## Биография

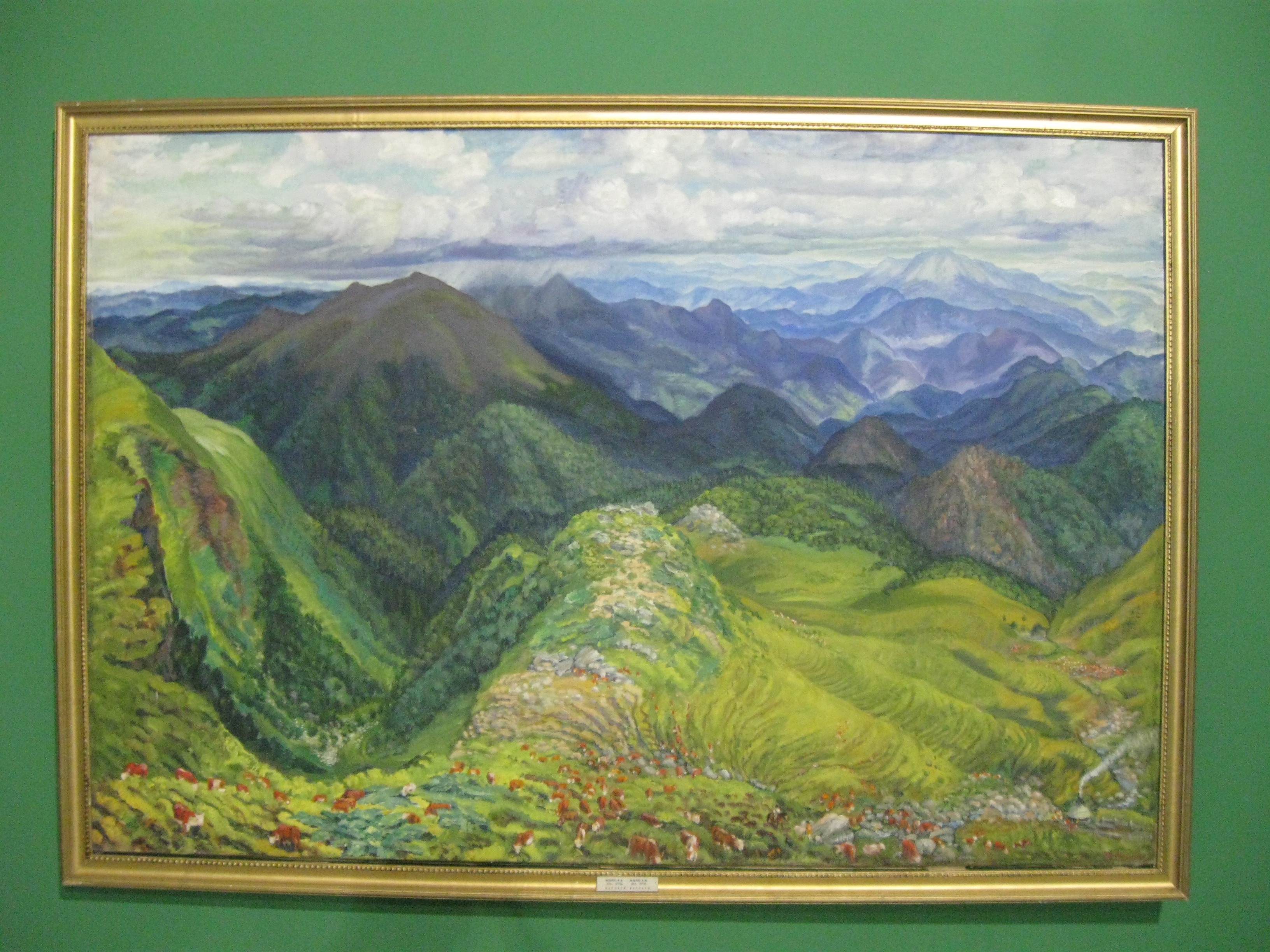
Карпаты. 1940 Г.

Фёдор Манайло родился 19 октября 1910 года в селе Ивановцы (ныне - в Мукачевском районе Закарпатской области Украины).
С 1928 по 1934 гг. учился в высшей художественно-промышленной школе в Праге. В 1930 году — посетил Францию. В 1933 году его работы были показаны на выставке закарпатских художников в Праге.
С 1936 года работал учителем в селе Ивановцы, а в 1937—1945 годах преподавал декоративное искусство в Ужгородской школе ремесла. В 1946 году — был принят в Союз художников Украины. До 1955 года — преподавал в Ужгородском училище прикладного искусства.
Фёдор Манайло работал главным художником закарпатского областного дома народного творчества (1947), был выбран главой управления Закарпатской организации союза художников УССР, был в составе творческой группы в доме творчества им. Коровина в Гурзуфе (1963).
Работал в области станковой и монументальной живописи, автор пейзажев, натюрмортов и сюжетных композиций.
Присвоено звание Заслуженного художника Украины и Народного художника Украины.
Известные работы: «Вересень» (1956), «Колочава» (1956), «Село в Горах» (1958).
Член Национального Союза художников Украины с 1946 года.
Умер 15 января 1978 года. Похоронен в Ужгороде.

## Награды
- медаль «За трудовую доблесть» (24.11.1960)

## Творчество
Своим художественным кредо Фёдор Манайло выбирает народное творчество, его исследование и творческую переработку. Он овладевает законами художества, пронизанного духом украинского народа, его исконными мечтами, эстетическими и этическими идеалами. В конце 30-40-х годов XX века окончательно формируется художественная программа мастера. Манайло считает, что художник, точно также, как и народный мастер обязан чувствовать порожденную самой жизнью потребность того, что он делает, необходимость каждой картины, которую он должен написать. Эстетическая система его базируется на народных идеалах красоты, справедливости и добра. В этот период художник создаёт  в определённом смысле программные работы, утверждая собственные художественные идеалы. Самой важной среди них является картина "Гуцулка" (1939). Правда народной жизни и народных чувств, точность наблюдений, широта и смелость художественной задумки - всё реализовано талантом мастера. Манайло вырисовывает женщину во всё её величии. Она занимает почти всю площадь картины, подчеркивая значимость. В контрастных противопоставлениях цветовых пятен рождается живопись "Гуцулки" - праздничный, несмотря на свою почти суровую выдержку. Художник также достоверный в передаче этнографических мелочей, которые придают его работам глубокое национальное звучание. Народная жизнь, история родного Закарпатья, счастье и справедливость - локомотивы картин Фёдора Фёдоровича. Гуцульщина в его картинах овеяна романтикой светлых чувств и бессмертна в своём величии и красоте. 
Трагические события войны меняют представления художника и на смену романтику приходит художник-реалист, который остро чувствует драму жизни, пропуская её через себя. Острым холодом смерти пронизана картина "Скорбь". Художник как будто оголяет суть жизни, её простую схему, которая начинается с рождения, проходит через страдания и борьбу и завершается смертью. Это картина зрелого мастера, которая имеет глубокий философский подтекст. 
Художник много работает, его картины появляются на республиканских выставках ("Лесоруб" (1954), "Ручеёк в лесу" (1954), "Летом" (1955), "Вечер в горах" (1956) и др.). В них художник довольно правдиво отображает изменения, которые происходят в его родном краю. Все мысли художника и его творческие задумки всегда связаны с Закарпатьем.